# Кайырма (Жайылский район)
Кайырма — село в Жайылском районе Чуйской области Кыргызстана. Входит в состав Талды-Булакского аильного округа. Код СОАТЕ — 41708 209 857 02 0.

## Население
| год     | 2009 | 2014 | 2015 |
| ------- | ---- | ---- | ---- |
| человек | 485  | 634  | 653  |